# Большой Двор (Няндомский район, у озера Большое Мошинское)
Большой Двор — деревня в Няндомском районе Архангельской области.

## География
Находится в юго-западной части Архангельской области на расстоянии приблизительно 38 км на восток-северо-восток по прямой от административного центра района города Няндома на правом берегу речки Воезерка у ее впадения в озеро Большое Мошинское.

## История
В 1873 году здесь было учтено 19 дворов, в 1905 — 35. Тогда деревня входила в Каргопольский уезд Олонецкой губернии. До 2022 года входила в Мошинское сельское поселение до его упразднения.

## Население
Численность населения: 138 человек (1873 год), 171 (1905), 14 (русские 100 %) в 2002 году, 8 в 2010.